# Les 7 collines (Tulle)
Les 7 collines (ou Théâtre municipal L'Eden) est le nom du théâtre municipal de la ville de Tulle (Corrèze), devenu l'un des sites de la Scène nationale L'Empreinte (Brive-Tulle).

## Histoire

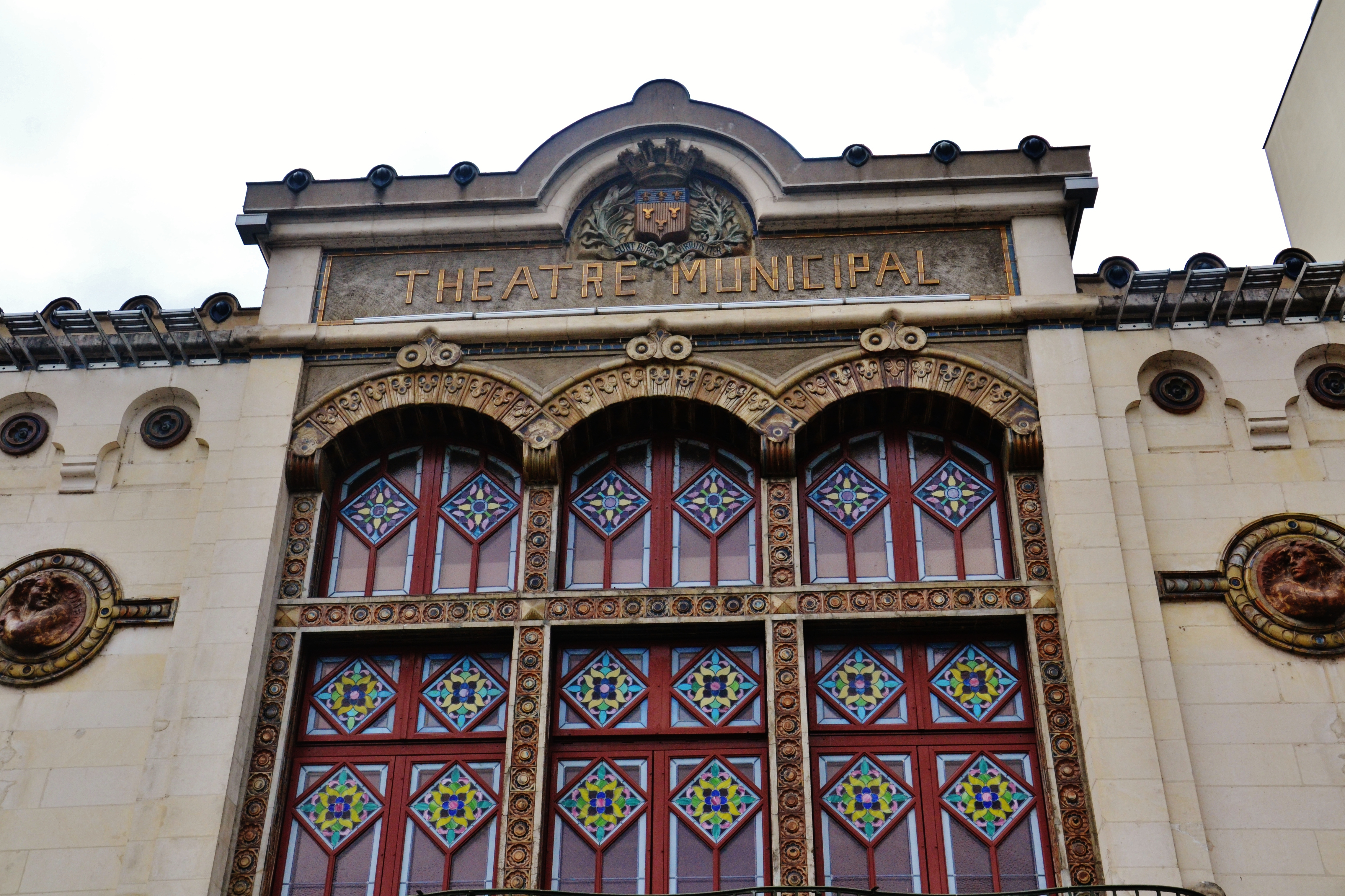
La façade du théâtre.

L'idée de la construction d’un théâtre à Tulle est à attribuer à Jean Tavé (1856-1925), avocat et député radical. Celui-ci va se préoccuper, dès son élection à la mairie de Tulle en 1892, de mener à bien son projet.
Pendant plus de soixante ans et jusqu'en 1890, les tullistes avaient pu applaudir les pièces en vogue dans une salle de spectacle construite dans une partie du bâtiment de l'abbaye Saint Martin, mais le bâtiment présentait de trop nombreux inconvénients pour qu'on continue à y faire des représentations.
Durant la séance du 30 novembre 1894, le conseil municipal de Tulle approuve le principe de la construction d'un théâtre. Il sera édifié quai de la République, sur l'emplacement de l'église désaffectée du collège, de 1899 à 1902 par deux architectes, Joseph Auberty et Anatole de Baudot, récent architecte du lycée de Tulle. 
Pour éviter les risques d'incendie, Baudot propose une structure innovante en ciment armé du procédé de construction de Paul Cottancin. C'est le premier théâtre au monde réalisé avec une structure en ciment armé qui se généralisera plus tard avec le béton armé. Sur le plan fonctionnel, le théâtre était constitué d’une salle à l'italienne avec trois balcons étroits et un hall surmonté d’un foyer.
En 1932, la municipalité décide de la rénovation du théâtre et de sa transformation en cinéma : « l'EDEN », qui fonctionnera jusqu’en 1988. L’architecte parisien Dubreuil supprime les trois balcons pour laisser place à deux gradins plus larges et plus profonds. La toiture voûte d'origine en ciment armé est alors recouverte sous une toiture plus classique en ardoises. C'est celle visible aujourd'hui.
En 1994 les architectes Larrouy, Sicre et David ainsi que le scénographe Bernard Guillaumot rendent au bâtiment sa vocation première. L'édifice est vidé des aménagements intérieurs réalisés en 1932 et une nouvelle structure béton y est installée en respectant l’image extérieure du bâtiment non modifié depuis Anatole de Baudot. 
La façade principale du théâtre est inscrite au titre des monuments historiques par arrêté du 28 mars 1977.
Les deux gradins seront modifiés pour ne laisser place qu’à un seul dans toute la largeur de l'espace. L’ouverture de scène qui était de 6 m par 6 m en 1988 a été portée à 11 m par 8 m de haut avec une profondeur de 13 m autorisant presque tous types de spectacles.
En 2017, la scène des 7 collines de Tulle fusionne avec le théâtre des 13 arches de Brive-la-Gaillarde pour former la nouvelle Scène nationale de Brive-Tulle, deuxième du type de l'ancienne région Limousin. L'année suivante, cette nouvelle structure prend le nom de L'Empreinte.

### Liens
- Site du théâtre